# Futbol Club Palafrugell
El Futbol Club Palafrugell és el club de futbol més destacat de la vila de Palafrugell. Actualment juga al grup 16 de la Tercera Catalana.

## Història
El Futbol Club Palafrugell és un dels històrics del futbol català. L'any 1909 es va iniciar la pràctica del futbol a Palafrugell, de la mà de Tomàs Gallart que, després de passar un temps a Anglaterra, organitzà a la vila els primers partits. El fil de la història del futbol local té dues fites importants: el 1911 amb la creació de la Secció d'Esports de l'Ateneu Palafrugellenc, entitat fundada pel mestre Josep Barceló Matas, i el 1920 amb la creació del Futbol Club Palafrugell, que va tenir com a primer president Joan Rius, el qual heretava els valors i la senyera de l'anterior entitat. El 1924 el FC Palafrugell va tancar un conveni amb la junta del Casal Popular per utilitzar el camp de futbol del Casal. El 1971 s'inaugura l'estadi municipal a on passa a jugar el FC Palafrugell. L'entitat ha celebrat el centenari de l'arribada del futbol a Palafrugell l'any 2009. El futbol i el club han tingut un paper destacat en l'esport i la cultura locals.
El club va militar moltes temporades a la Segona Divisió del futbol català i disputà des de la temporada 1930-1931 el Campionat de Catalunya de futbol, on es va mantenir fins a l'any 1934 en què va perdre la categoria. Després de la Guerra Civil espanyola s'ha mantingut a les categories inferiors del futbol català, amb breus aparicions a Tercera divisió espanyola, on era un habitual des de la dècada del 1990 fins a la fi de la dècada del 2000.
El fons ha estat conservat a la seu del FC Palafrugell fins al seu ingrés a l'Arxiu Municipal de Palafrugell.

## Temporades
Fins a la temporada 2015-16, el club ha militat dotze temporades a Tercera divisió espanyola i nou a Primera Catalana. Va ser el vuitè equip d'Espanya l'any 1933.

### Cronograma
| - 1931-32: 3a Divisió 6è - 1932-33: 3a Divisió 5è - 1933-34: 3a Divisió 3r - 1964-65: 3a Divisió 16è - 1967-68: 3a Divisió 14è - 1968-69: 3a Divisió 19è - 1991-92: 1a Div. Catalana 1r - 1992-93: 3a Divisió 16è - 1993-94: 3a Divisió 18è - 1994-95: 1a Div. Catalana 11è - 1995-96: 1a Div. Catalana 12è - 1996-97: 1a Div. Catalana 9è - 1997-98: 1a Div. Catalana 10è - 1998-99: 1a Div. Catalana 9è - 1999-00: 1a Div. Catalana 5è | - 2000-01: 3a Divisió 9è - 2001-02: 3a Divisió 6è - 2002-03: 3a Divisió 7è - 2003-04: 3a Divisió 18è - 2004-05: 1a Div. Catalana 3r - 2005-06: 3a Divisió 15è - 2006-07: 3a Divisió 20è - 2007-08: 1a Div. Catalana 19è - 2008-09: Preferent Territorial (Grup 1) 6è - 2009-10: Preferent Territorial (Grup 1) - 2010-11: Preferent Territorial - 2011-12: Segona catalana (Grup 1) 2n - 2012-13: Segona catalana (Grup 1) 2n - 2013-14: Tercera catalana (Grup 1) - 2014-15: Tercera catalana (Grup 1) - 2015-16: Tercera catalana (Grup 1) 1n - 2016-17: Segona catalana (Grup 1) |

## Premis i reconeixements
El Ple de l'Ajuntament de Palafrugell va atorgar al Futbol Club Palafrugell la Medalla d'Honor el 25 de març de 2009 amb motiu del seu centenari (1909 – 2009). L'acte de lliurament va tenir lloc al Teatre Municipal el 5 d'abril de 2009.